# 科尔姆
科尔姆（法語：Cormes，法語發音：[kɔʁm]）是法国萨尔特省的一个市镇，属于马梅尔斯区。

## 地理
科尔姆（48°10'12"N, 0°42'17"E）面积19 平方千米，位于法国卢瓦尔河地区大区萨尔特省，该省份为法国西北部内陆省份，北起顺时针与奥恩省、厄尔-卢瓦省、卢瓦-谢尔省、安德尔-卢瓦尔省、曼恩-卢瓦尔省和马耶讷省接壤，是法国大西部的入口，连接卢瓦尔河谷、布列塔尼和巴黎盆地。
与科尔姆接壤的市镇（或旧市镇、城区）包括：圣让德塞谢勒、圣迈克桑、瑟通、泰利尼、谢雷欧。

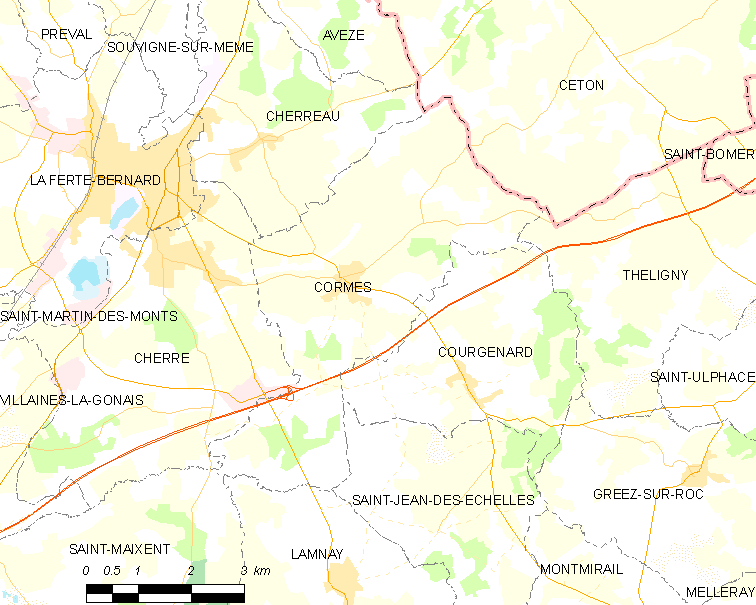
科尔姆的OSM定位图

科尔姆的时区为UTC+01:00、UTC+02:00（夏令时）。

## 行政
科尔姆的邮政编码为72400，INSEE市镇编码为72093。

## 政治
科尔姆所属的省级选区为贝尔纳堡县。

## 人口

1962-2008年间科尔姆人口变化图示

科尔姆于2022年1月1日时的人口数量为886人。